# B68 Tofta Ítróttarfelag
El B68 Tofta Ítróttarfelag (B68 Toftir) és un club feroès de futbol de la ciutat de Toftir. Juga els seus partits com a local a l'estadi de Svangaskarð.

## Història

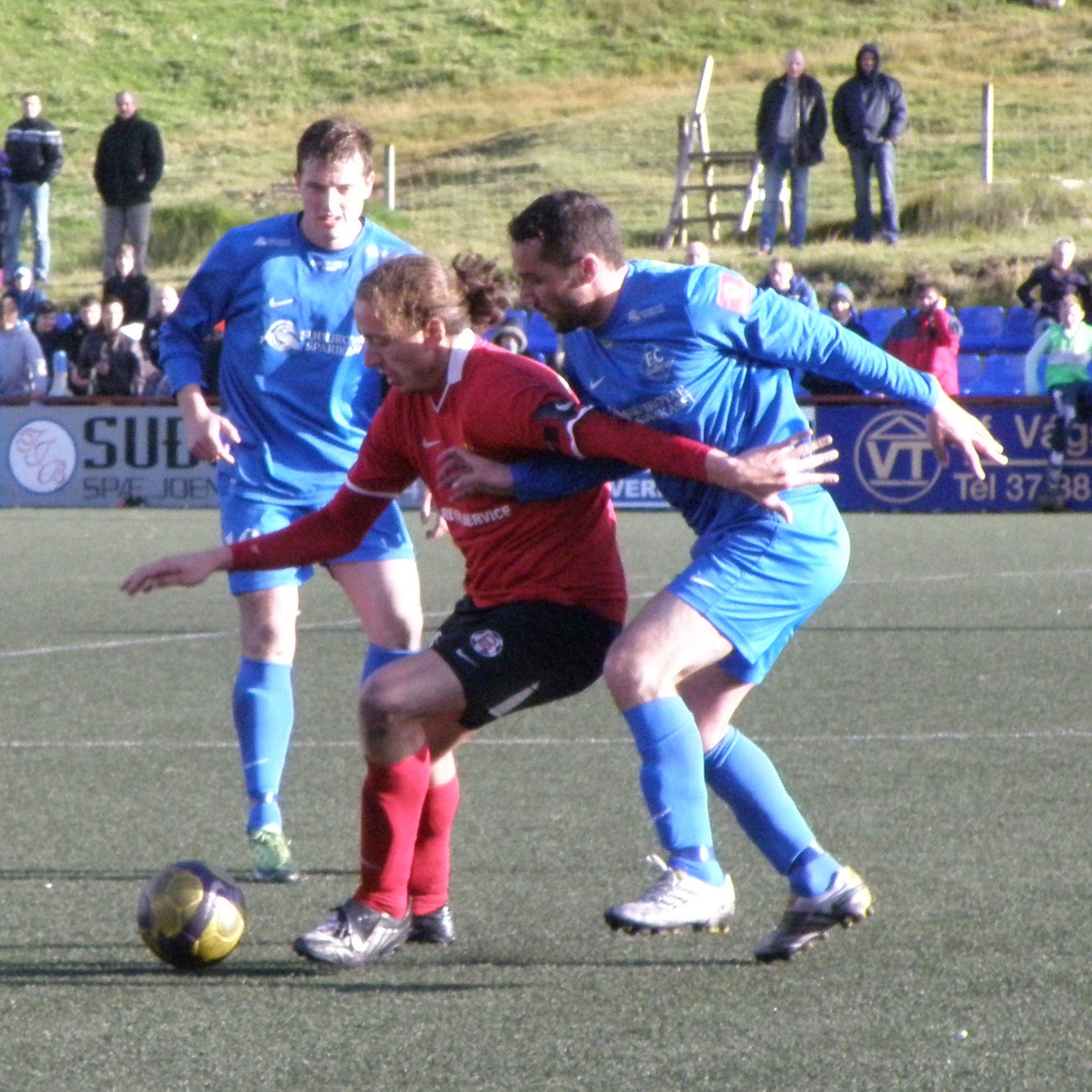
B68 Toftir (vermell) contra FC Suðuroy el 2010.

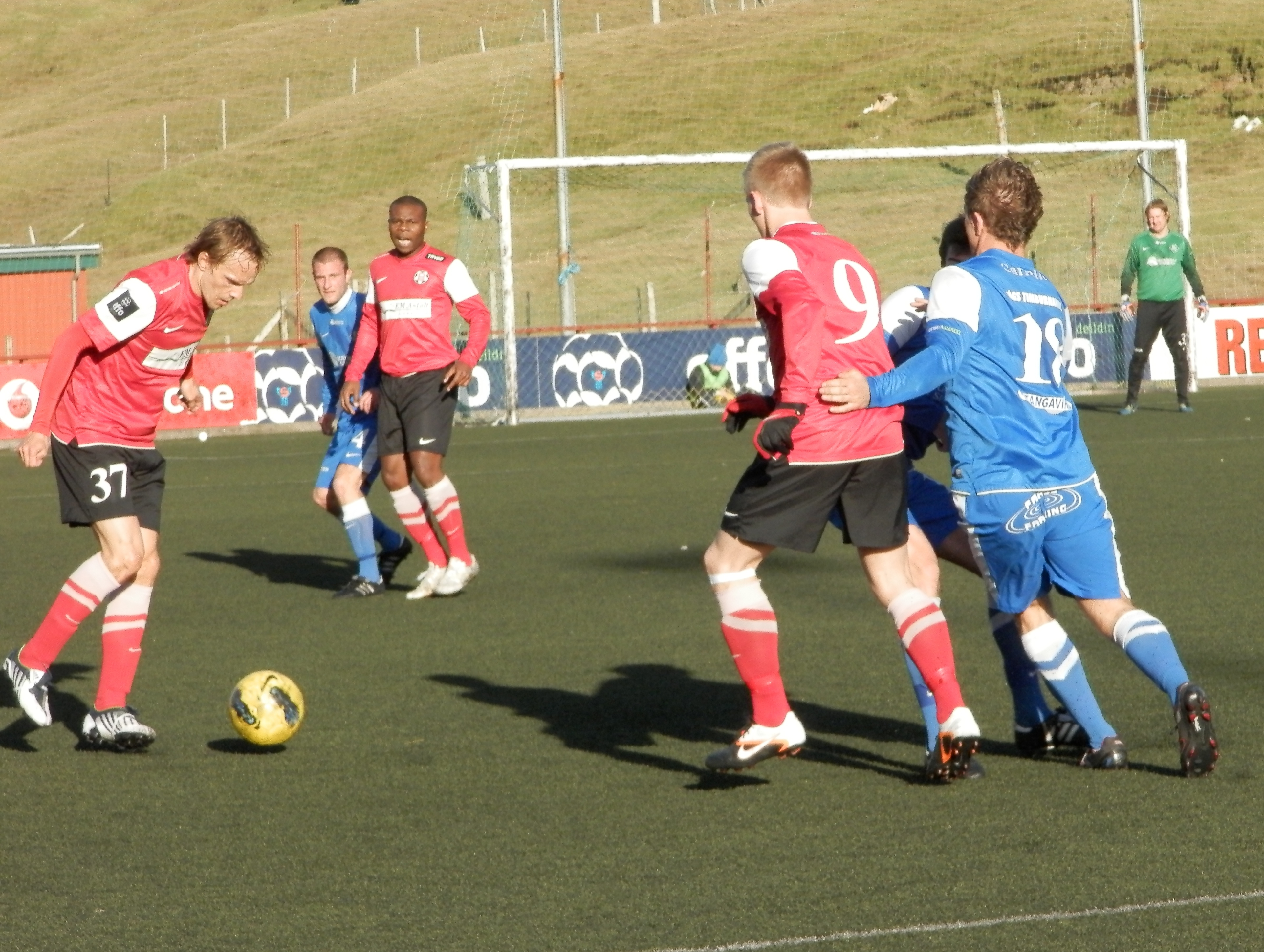
B68 Toftir contra FC Suðuroy el 2012.

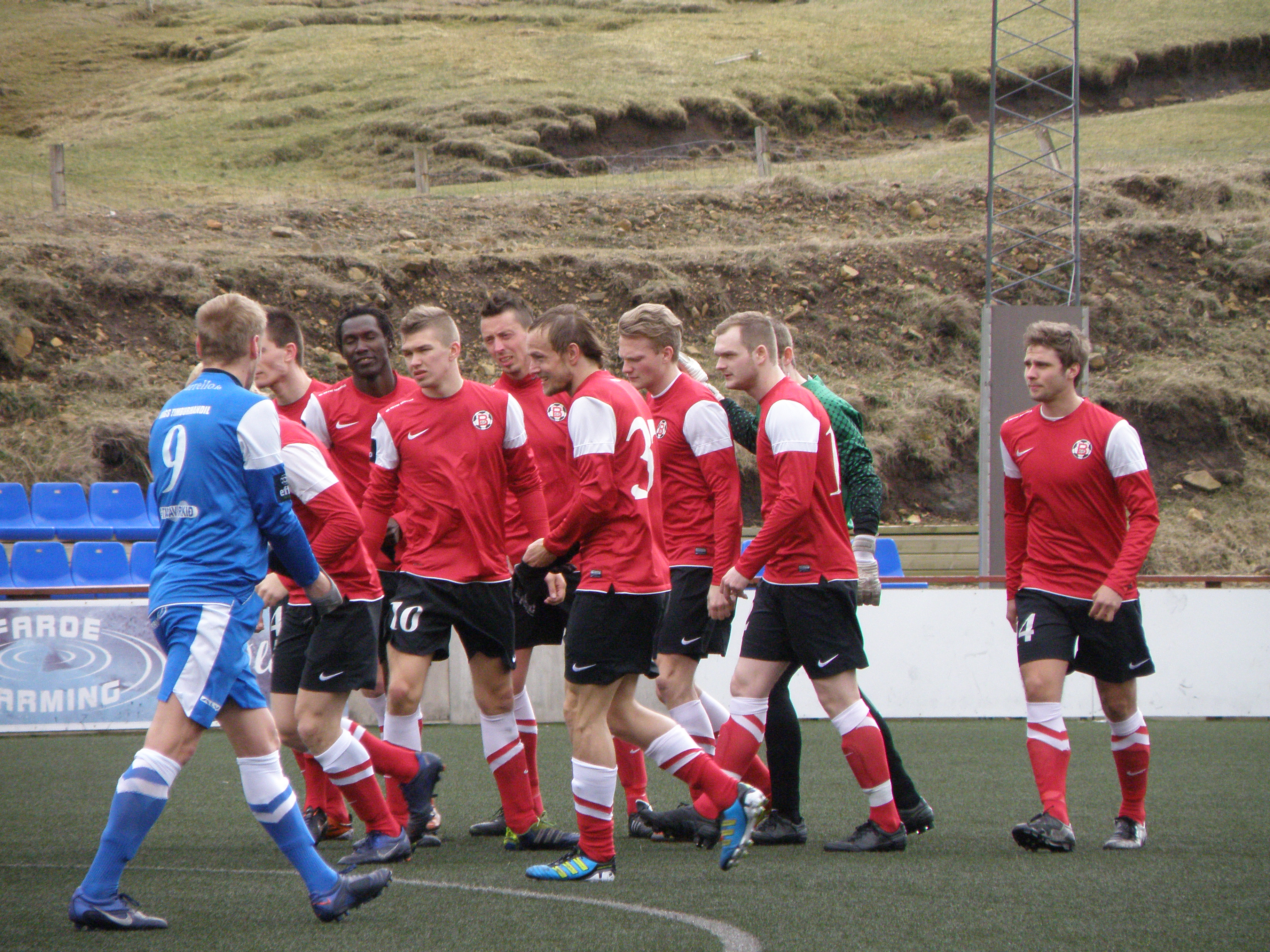
B68 Toftir el 2012.

El club va ser fundat l'any 1962. En el seu palmarès destaquen tres lligues nacionals.

## Palmarès
- Lliga feroesa de futbol: 
  - 1984, 1985, 1992

- Segona Divisió: 
  - 1980, 2005, 2007, 2013

- FSF Trophy: 
  - 2005